# Cacostatia nitens
Cacostatia nitens là một loài bướm đêm thuộc phân họ Arctiinae, họ Erebidae.